# Província de Taixkent
La província de Taixkent (uzbek: Toshkent viloyati) és un wilaya (província) de l'Uzbekistan, que es troba en la part nord-oriental del país, entre el riu Sirdarià i les muntanyes Tian Shan. Fa frontera amb Kirguizstan, Tadjikistan, la província del Sirdarià i província de Namangan. Cobreix una àrea de 15,300 km². Es calcula que la seva població és d'al voltant de 4,450,000 persones.

## Districtes
| Núm. | Nom de districte             | Capital del districte |
| ---- | ---------------------------- | --------------------- |
| 1    | Districte d'Akkurgan         | Akkurgan              |
| 2    | Districte de Bekabad         | Zafar                 |
| 3    | Districte de Bostanliq       | Gazalkent             |
| 4    | Districte de Buka            | Buka                  |
| 5    | Districte de Chinaz          | Chinaz                |
| 6    | Districte de Qibray          | Qibray                |
| 7    | Districte de Parkent         | Parkent               |
| 8    | Districte de Piskent         | Piskent               |
| 9    | Districte de Quyi Chirchiq   | Dustobod              |
| 10   | Districte d'Orta Chirchiq    | Toytepa               |
| 11   | Districte de Yangiyol        | Gulbakhor             |
| 12   | Districte de Yukori Chirchiq | Yangibozor            |
| 13   | Districte de Zangiata        | Keles                 |

## Informació general
La regió de Taixkent està dividida en 15 districtes administratius. Des de 2017, el centre administratiu és Nurafshon. Altres ciutats són Angren, Olmaliq, Okhangaron, Bekabad, Chirchiq, Gazalkent, Keles, Parkent, Yangiabad, i Yangiyo‘l.
El clima és un clima típicament continental amb hiverns humits suaus i estius secs i calorosos.
Els recursos naturals inclouen coure, lignit, molibdè, zinc, or, plata, terres rares, gas natural, petroli, sofre, sal de taula, calcària, i granit.
La província de Taixkent és la més desenvolupada del país des del punt de vista econòmic. La indústria inclou producció d'energia, mineria, metal·lúrgia, adobs, substàncies químiques, electrònica, el sector tèxtil, purificació de cotó, calçat i processament alimentari.
La regió de Taixkent també té una indústria agrícola altament desenvolupada, basada principalment en el regadiu. Les collites principals són cotó i cànem, però alhora els cereals, els melons i gourds, la fruita i les verdures i les fruites cítriques estan en augment. La ramaderia és també un sector important.
La regió té una infraestructura de transports ben desenvolupada, amb més de 360 km de ferrocarrils i 3771 km de carrateres. Taixkent té un aeroport internacional gran, que és la principal porta d'entrada al país.
El Parc Nacional de Chatkal, amb muntanyes i boscos, es troba en la regió de Taixkent.
La seva capital és l'homònima Taixkent (capital del país). Amb 291 hab/km² és la tercera província més densament poblada, per darrere de Andijan i Fergana.